# PGC 8936
LEDA/PGC 8936, auch ESO-415-19, ist eine aktive Balken-Spiralgalaxie vom Hubble-Typ SBab im Sternbild Chemischer Ofen am Südsternhimmel. Sie ist schätzungsweise 427 Millionen Lichtjahre von der Milchstraße entfernt und hat eine maximale Ausdehnung von etwa 600.000 Lichtjahren. Die Galaxie verfügt über lange Sternenströme, die wie längliche Spiralarme ins All hinausragen. Es handelt sich um Gezeitenarme, die durch die Wechselwirkungen mit ihrer nahestehenden Nachbargalaxis PGC 8943 entstehen. 
Im selben Himmelsareal befinden sich u. a. die Galaxien PGC 95305, PGC 132981, PGC 199006, PGC 698337.